# إيل تايغر: مغامرات ماني ريفيرا
إيل تايغر: مغامرات ماني ريفيرا (بالإنجليزية: El Tigre: The Adventures of Manny Rivera) هو مسلسل تم إنتاجه في الولايات المتحدة. بدأ عرضه في سنة 2007 على نكلوديون. كما بلغ عدد حلقاته 26 حلقة، وتبلغ مدة الحلقة الواحدة 24 دقيقة. وهو من إخراج ديف توماس وجاب سوار. تم بث المسلسل لأول مرة بتاريخ 3 مارس 2007 بينما تم بث آخر حلقة منه بتاريخ 13 سبتمبر 2008. أول مسلسل رسوم متحركة تنتجه نكلوديون.

## وصلات خارجية
- إيل تايغر: مغامرات ماني ريفيرا على موقع IMDb (الإنجليزية)
- إيل تايغر: مغامرات ماني ريفيرا على موقع روتن توميتوز (الإنجليزية)
- إيل تايغر: مغامرات ماني ريفيرا على موقع كينوبويسك (الروسية)
- إيل تايغر: مغامرات ماني ريفيرا على موقع ألو سيني (الفرنسية)
- إيل تايغر: مغامرات ماني ريفيرا على موقع قاعدة بيانات الفيلم (الإنجليزية)

- الموقع الإلكتروني
- صفحة المسلسل على موقع الفيلم